# Russell Gewirtz
Russell Gewirtz (Great Neck, Nueva York, 1967) es un guionista estadounidense, reconocido principalmente por escribir el guion para la película de Spike Lee, Inside Man.

## Biografía
Gewirtz nació en Great Neck, Nueva York en 1967. Inició su carrera como guionista a mediados de la década de 2000, escribiendo dos episodios para la serie de televisión Justicia ciega y el guion para el largometraje de Spike Lee, Inside Man. En 2008 creó el guion del filme Righteous Kill, protagonizado por Al Pacino y Robert De Niro. En 2019 desarrolló la historia de la película Inside Man: Most Wanted y actualmente se encuentra preparando el guion de North Hollywood, la cual se encuentra en proceso de preproducción.

## Filmografía

### Cine y televisión
- 2021 - North Hollywood
- 2019 - Inside Man: Most Wanted[7]
- 2008 - Righteous Kill
- 2006 - Inside Man
- 2005 - Justicia ciega